# Gashina
«Gashina» (en hangul, 가시나; romanización revisada, Gashina) es un sencillo grabado por la cantante surcoreana Sunmi. Fue publicado como CD y descarga digital por MakeUS Entertainment y The Black Label el 22 de agosto de 2017, distribuido por LOEN Entertainment. «Gashina» es el primer lanzamiento de Sunmi luego de la disolución de Wonder Girls y la expiración de su contrato con JYP Entertainment.
La canción se posicionó en el primer lugar de Gaon Digital Chart y ha vendido 1.100.000 descargas digitales hasta diciembre de 2017.

## Composición
Escrito por Teddy Park, Sunmi, Joe Rhee y 24, la canción fue descrita como un «número de synthpop de estilo dancehall que mece una atmósfera de estilo oriental y un sonido de bajo rítmico distintivo». Fue coproducido por The Black Label, una subsidiaria de YG Entertainment.

## Actuación comercial
La copia física de «Gashina», titulada Sunmi Special Edition Gashina, entró en la décima sexta posición en Gaon Album Chart, del 20 al 26 de agosto de 2017. El CD físico vendió 2 954 copias y se posicionó en el puesto 56 en el mes de agosto.
La canción debutó en el número 2 en Gaon Digital Chart,  del 20 al 26 de agosto de 2017, con 174 383 descargas vendidas –encabezando la lista de descargas– y 4 670 275 streams. En su segunda semana, la canción obtuvo el primer lugar en la lista, con 151 199 descargas vendidas –aún manteniéndose en la lista de descargas– y 7 201 441 streams. La canción se ubicó en la décima quinta posición para el mes de agosto y alcanzó la tercera posición en el mes siguiente. Ha vendido más de 667 590 descargas digitales a partir de septiembre de 2017.
La canción también debutó en la tercera posición en US World Digital Song Sales con 1 000 descargas vendidas en la semana que termina el 9 de septiembre de 2017.

## Posicionamiento en listas
| Lista (2017)                       | Mejor posición |
| ---------------------------------- | -------------- |
| Corea del Sur (Gaon Digital Chart) | 1              |
| Corea del Sur (Gaon Album Chart)   | 16             |
| US World Digital Songs (Billboard) | 3              |

## Victorias en programas musicales
| Programa            | Fecha                    |
| ------------------- | ------------------------ |
| Inkigayo (SBS)      | 3 de septiembre de 2017  |
| Inkigayo (SBS)      | 10 de septiembre de 2017 |
| Inkigayo (SBS)      | 24 de septiembre de 2017 |
| Show Champion (MBC) | 6 de septiembre de 2017  |
| M! Countdown (Mnet) | 7 de septiembre de 2017  |